# Ocnogyna jelski
Ocnogyna jelski är en fjärilsart som beskrevs av Charles Oberthür 1881. Ocnogyna jelski ingår i släktet Ocnogyna och familjen björnspinnare. Inga underarter finns listade i Catalogue of Life.